# Bucharest Titans 2022
Questa voce raccoglie le informazioni riguardanti i Bucharest Titans nelle competizioni ufficiali della stagione 2022.

## Campionatul Naţional de Fotbal American 2022

### Stagione regolare
| 10 settembre 2022 1ª giornata | Reșița Locomotives | 29 – 0 | Bucharest Titans |  |

| Bucarest 24 settembre 2022, ore 17:00 2ª giornata | Bucharest Titans | 14 – 48 | Mures Monsters | Baza Sportiva ASPOL |

| Bucarest 8 ottobre 2022, ore 18:00 3ª giornata | Bucharest Titans | 8 – 41 (0-14 0-13 8-0 0-14) | Timișoara 89ers | Baza Sportiva ASPOL |

| Cluj-Napoca 22 ottobre 2022, ore 12:00 4ª giornata | Cluj Crusaders | 26 – 24 (13-6 13-6 0-12 0-0) | Bucharest Titans | Teren Bontida |

| 5 novembre 2022, ore 18:00 5ª giornata | Bucharest Titans | 8 – 58 (0-28 0-16 0-6 8-8) | Bucharest Rebels |  |

## Statistiche di squadra
| Competizione      | %Vittorie | In casa | In casa | In casa | In casa | In casa | In casa | In trasferta | In trasferta | In trasferta | In trasferta | In trasferta | In trasferta | Totale | Totale | Totale | Totale | Totale | Totale |
| Competizione      | %Vittorie | G       | V       | N       | P       | Pf      | Ps      | G            | V            | N            | P            | Pf           | Ps           | G      | V      | N      | P      | Pf     | Ps     |
| ----------------- | --------- | ------- | ------- | ------- | ------- | ------- | ------- | ------------ | ------------ | ------------ | ------------ | ------------ | ------------ | ------ | ------ | ------ | ------ | ------ | ------ |
| Stagione regolare | .000      | 3       | 0       | 0       | 3       | 30      | 157     | 2            | 0            | 0            | 2            | 24           | 55           | 5      | 0      | 0      | 5      | 54     | 202    |
| Totale            | .000      | 3       | 0       | 0       | 3       | 30      | 157     | 2            | 0            | 0            | 2            | 24           | 55           | 5      | 0      | 0      | 5      | 54     | 202    |